# Archipel Okinawa
Pour les articles homonymes, voir Okinawa.
Pour un article plus général, voir Liste des îles du Japon.
L'archipel d’Okinawa (沖縄諸島, Okinawa shotō), ou îles Okinawa, est un archipel de la mer de Chine orientale situé au sud-ouest du Japon et au nord-est de l'île de Taïwan. Il fait partie des îles Ryūkyū avec l'archipel Sakishima et il constitue le cœur la préfecture d'Okinawa avec sa préfecture Naha. L'île d'Okinawa, l'île principale et la plus grande de l'archipel Nansei, borde la mer des Philippines sur sa côte sud-est.
On y parle entre autres l'okinawaïen, qui fait partie des langues ryūkyū.

## Géographie
L'archipel est constitué des îles habitées suivantes:
- Île Okinawa (沖縄本島, Okinawa hontō?, littéralement « île principale d'Okinawa ») : 1 207,87 km2,
- Sesoko-jima (瀬底島?) : 2,99 km2, voisine de la précédente, au nord-ouest,
- Minna-jima (水納島?) : 0,47 km2, au nord-ouest[1],
- Ie-jima (伊江島?) : 22,77 km2, au nord-ouest[1],
- Izena-jima (伊是名島?) : 14,16 km2, plus au nord[1],
- Iheya-jima (伊平屋島?) : 20,59 km2, plus au nord[1],
- Noho-jima (野甫島?) : 1,06 km2 voisine de la précédente, reliée par un pont[1],
- Yagaji-jima (屋我地島?) : 7,77 km2, au nord,
- Kōri-jima (古宇利島?) : 3,13 km2, au nord,
- Miyagi-jima (宮城島?, ou Miyagushiku-jima) : 0,24 km2, au nord,
- Henza-jima (平安座島?) : 5,32 km2, reliée par un pont à Okinawa, à l'est,
- Hamahiga-jima (浜比嘉島?) : 2,09 km2, reliée par un pont à la précédente,
- Miyagi-jima (宮城島?, différente de la précédente) : 5,50 km2, reliée par un pont à Henza-jima,
- Ikei-jima (伊計島?) : 1,75 km2, reliée par un pont à la précédente,
- Yabuchi-jima (藪地島?) : 0,62 km2, reliée par un pont à Okinawa, à l'est,
- Senaga-jima (瀬長島?) : 0,18 km2, reliée par un pont à Okinawa, au sud-ouest,
- Tsuken-jima (津堅島?) : 1,88 km2, au sud-est,
- Kudaka-jima (久高島?) : 1,38 km2, au sud-est,
- Tonaki-shima (渡名喜島?) : 3,74 km2, à mi-chemin entre Okinawa Hontō et Kume-jima[1],
- Aguni-jima (粟国島?) : 7,64 km2, au nord de Tonaki[1],
- Kume-jima (久米島?) : 59,11 km2, à l'ouest[1],
- Ō-jima (奥武島?) : 0,63 km2, voisine de Kume-jima[1],
- Ōha-jima (オーハ島?) : 0,37 km2, voisine de Kume-jima[1].
- les îles Kerama (Kerama shotō, 慶良間諸島?) : un petit archipel de cinq îles habitées et neuf inhabitées.

L'archipel est entouré des îles Amami (de l'archipel Satsunan) au nord, et de l'archipel Sakishima au sud.

## Administration
Les îles d'Okinawa font partie de la préfecture d'Okinawa. Les populations de l'archipel sont réparties en neuf villes sur Okinawa Hontō, ainsi que neuf bourgs et quatorze villages formant trois districts :
- le district de Nakagami (中頭郡, Nakagami-gun?) :
  - trois bourgs et trois villages sur Okinawa Hontō,
- le district de Kunigami (国頭郡, Kunigami-gun?) :
  - deux bourgs et six villages sur Okinawa Hontō,
  - et le village Ie (伊江村, Ie-son?) : 4 800 habitants en 2010.
- le district de Shimajiri (島尻郡, Shimajiri-gun?) :
  - trois bourgs sur Okinawa Hontō,
  - le village Izena (伊是名村, Izena-son?) : 1 500 habitants,
  - le village Iheya (伊平屋村, Iheya-son?) : 1 400 habitants,
  - le village Tonaki (渡名喜村, Tonaki-son?) : 500 habitants,
  - le village Aguni (粟国村, Aguni-son?) : 900 habitants,
  - le bourg de Kume-jima (久米島町, Kume-jima-chō?) : 8 300 habitants,
  - plus les villages des archipels Kerama et Daitō.

Okinawa Hontō regroupe environ 1 230 000 habitants en 2010.

## Environnement
Certaines de ces îles, par leur isolement, présentent un endémisme important quant à la faune et la flore, et hébergent encore des espèces uniques au monde comme le pic d'Okinawa (Sapheopipo noguchii) et le râle d'Okinawa (Gallirallus okinawae)[réf. souhaitée]. Certaines espèces, comme le pigeon à col d'argent, ont déjà disparu[réf. souhaitée].

## Démographie
C'est dans cet archipel que l'on trouve la plus longue espérance de vie (86 ans pour les femmes et 78 ans pour les hommes, en 2009) ainsi que le plus grand nombre de centenaires à l’échelle de la planète, en partie grâce à l'hérédité et à l'alimentation des okinawaïens.